# 23761 Yangliqing
23761 Yangliqing là một tiểu hành tinh vành đai chính với chu kỳ quỹ đạo là 1298.4991226 ngày (3.56 năm).
Nó được phát hiện ngày 22 tháng 5 năm 1998.